# Veljko Vlahović
Veljko Vlahović (v srbské cyrilici Вељко Влаховић, 2. září 1914, Trmanje, Černá Hora – 7. března 1975, Ženeva, Švýcarsko) byl jugoslávský komunista černohorské národnosti.
Od roku 1935 byl členem Komunistické strany Jugoslávie. Studoval v Bělehradu, v Praze a na Sorboně. Postgraduální studia dokončil v Moskvě. Bojoval ve španělské občanské válce po boku interbrigády jako komunistický dobrovolník. Poté v Jugoslávii organizoval mládežnické uskupení komunistů SKOJ. Během druhé světové války řídil Rádio Svobodná Jugoslávie. Jeho rodina se v téže době plně zapojila do partyzánského hnutí.
Po skončení války Vlahović přispíval i do stranického deníku Borba, jehož se v roce 1953 stal ředitelem. Po válce byl prvním náměstkem jugoslávského ministra zahraničí (Svazového sekretáře pro zahraniční věci). Poté především připravoval programy na četné kongresy komunistické strany. Stal se jedním z teoretiků jugoslávského socialistického systému; prosazoval myšlenku, aby idea národa v Jugoslávii zanikla. Účastnil se různých diplomatických aktivit; byl členem jugoslávské delegace při OSN, jako i při Hnutí nezúčastněných zemí. Byl členem Předsednictva SFRJ.